# Dubel (snooker)
Dubel – zagranie w snookerze polegające na próbie wbicia bili zagrywanej do przeciwległej kieszeni względem jej pozycji i z wykorzystaniem bandy. Najprostszym dublem jest zagranie bili blisko stojącej jednej z band przy środkowej kieszeni tak, aby przecięła poziomą oś stołu i wpadła do środkowej kieszeni po drugiej stronie. Inny przykładem dubla jest zagranie od bandy po przekątnej do jednej narożnych kieszeni. 
Zagranie dubla jest często wybierane przez zawodników w chwili, gdy na stole pozostały trudno rozmieszczone bile (przy bandach) i nie ma możliwości łatwego zagrania do żadnej z kieszeni, a istnieje chęć kontynuowania brejka. Zagranie dubla na ogół wiąże się z ryzykiem pozostawienia gry przeciwnikowi w przypadku chybienia. Zagranie to nie jest na ogół wybierane przez zawodników, którzy preferują defensywny styl gry. Dubel jest obserwowany częściej, gdy gracz przy stole ma już zapewnione wygranie partii.
Wykonując zagranie dubla należy uważać, by biała bila nie zderzyła się dwukrotnie w zagraniu z bilą zagrywaną.
Wśród światowej czołówki najczęściej zagrywającymi skutecznie duble zawodnikami są John Higgins oraz Mark Selby.
Określenie dubel ma znaczenie żargonowe.